# Palpita euchlorisalis
Palpita euchlorisalis là một loài bướm đêm trong họ Crambidae.